# Bonnie Curtis
Bonnie Curtis, est une productrice américaine née le 26 mars 1966 à Dallas au Texas. Elle a commencé en produisant des films de Steven Spielberg.

## Filmographie
- 1997 : Le Monde perdu : Jurassic Park (productrice associée)
- 1997 : Amistad (productrice associée)
- 1998 : Il faut sauver le soldat Ryan (coproductrice)
- 2001 : A.I. Intelligence artificielle
- 2002 : Minority Report
- 2002 : BraceFace Brandi
- 2004 : I Wanna Be Everything (producteur déléguée)
- 2005 : The Chumscrubber
- 2005 : Red Eye : Sous haute pression (Red Eye) (producteur déléguée)
- 2016 : Wakefield de Robin Swicord
- 2019 : Terminator: Dark Fate de Tim Miller (producteur déléguée)
- 2023 : Agent Stone (Heart of Stone) de Tom Harper